# BMW K 100 LT
Die BMW K 100 LT ist ein Motorrad des Fahrzeugherstellers BMW. Der Tourer der Reihe „K 100“ wurde von 1986 bis 1991 im BMW-Werk Berlin in Spandau gebaut.

## Allgemeines
Während der fünfjährigen Bauzeit wurden von dem Modell K 100 LT (für Luxustourer) 14.899 Einheiten gefertigt. Zusätzlich zur Ausstattung der K 100 RT (große Verkleidung und Koffersystem) wurde die LT mit einer Komfortsitzbank, einem Topcase und in Fahrzeugfarbe lackierten Kofferdeckeln ausgestattet.
Die LT wurde zunächst parallel zur RT gebaut, löste sie aber 1989 ab. Ihr Nachfolgemodell war 1991 die K 1100 LT.

## Technische Daten

### Motor
Der Antrieb erfolgt durch einen wassergekühlten Vierzylindermotor mit 987 cm³ Hubraum, der eine Nennleistung von 66 kW (90 PS) hat und ein maximales Drehmoment von 86 Nm bei einer Drehzahl von 6000/min liefert. Der Reihenmotor ist längs liegend eingebaut. Er hat eine Bohrung von 67 mm und einen Hub von 70 mm. Das Verdichtungsverhältnis beträgt 10,2 : 1.
Es ist ein Viertaktmotor mit elektronisch geregelter Mehrpunkt-Saugrohreinspritzung von Bosch (LE-Jetronic) und einer elektronischen Zündsteuerung. Eine Nasssumpfschmierung sichert die Ölversorgung. Die Starterbatterie hat eine Spannung von 12 Volt und eine Kapazität von 25 Ah. Die Lichtmaschine erzeugt eine elektrische Leistung von 460 Watt.

### Kraftübertragung
Die K 100 LT hat eine Einscheibentrockenkupplung und ein klauengeschaltetes Fünfganggetriebe. Über eine Kardanwelle wird das Moment an das Hinterrad übertragen.

### Fahrwerk
Das Fahrwerk besteht aus einem Brückenrahmen, einer Monolever genannten Einarmschwinge mit 110 mm Federweg hinten und einer Teleskopgabel mit 41,3 mm Standrohrdurchmesser und hydraulischen Stoßdämpfern. Die Bremsanlage hat am Vorderrad zwei Scheiben und am Hinterrad eine, jeweils mit einem Durchmesser von 285 mm. Ab 1988 war auf Wunsch zum Mehrpreis von 1.980 DM Antiblockiersystem lieferbar, Gewicht 10 kg.
Die Gussräder sind aus Leichtmetall. Die Felgengröße beträgt 2,50 × 18 in, hinten 2,75 × 17 in.

### Maße und Gewichte
Das Leergewicht beträgt 283 kg, das zulässiges Gesamtgewicht ist 480 kg. Der Tank hat ein Fassungsvermögen von 22 Liter.
Das Motorrad beschleunigt in 4,1 Sekunden von 0 auf 100 km/h und erreicht eine Höchstgeschwindigkeit von 209 km/h. Im Jahr 1986 betrug der Kaufpreis 18.530 DM.